# Paul Cavanagh
Paul Cavanagh (8 de diciembre de 1888 – 15 de marzo de 1964) fue un actor cinematográfico británico. 
Nacido en Chislehurst, Inglaterra, se educó en Cambridge, donde estudió derecho. Más adelante se trasladó a Canadá entrando a formar parte de la Policía Montada del Canadá. Tras servir en la Primera Guerra Mundial, volvió a Canadá y, más adelante, fue a vivir nuevamente al Reino Unido, donde ejerció derecho. 
Tras una racha de mala suerte en 1924 por la que perdió todos sus ahorros, decidió trabajar en el teatro, pasando más tarde al cine, medio en el cual actuó en más de 100 producciones entre 1928 y 1959. 
Paul Cavanagh falleció en 1964 en Londres, Inglaterra, a causa de un infarto agudo de miocardio. Fue enterrado en el Cementerio Lorraine Park de Baltimore, Maryland (Estados Unidos).

## Filmografía seleccionada
- Grumpy (1930)
- The Squaw Man (El prófugo) (1931)
- Tonight Is Ours (Reina del amor) (1933)
- Tarzán y su compañera (1934)
- Shadows on the Stairs (1941)
- Adventure in Iraq (1943)
- The Scarlet Claw (1944)
- Sherlock Holmes and the House of Fear (1945)
- The Woman in Green (1945)
- Madame Bovary (1949)
- Rogues of Sherwood Forest (El temible Robin Hood) (1950)
- The Strange Door (1951)
- House of Wax (1953)
- The Mississippi Gambler (1953)
- Port Sinister (1953)
- Jungle Jim (1955–1956, serie televisiva para la cual en nueve episodios fie el Comisionado Morrison)
- The Four Skulls of Jonathan Drake (1959)